# Miroslav Vulićević
Miroslav Vulićević (Raška, 29 maggio 1985) è un ex calciatore serbo, di ruolo difensore.

## Carriera

### Club
Ha giocato nella massima serie del campionato serbo-montenegrino e serbo.

### Nazionale
Ha esordito con la Nazionale serba il 14 dicembre 2008 nell'amichevole Serbia-Polonia (0-1).

## Palmarès

### Club

#### Competizioni nazionali
- Campionato serbo: 2

Partizan: 2014-2015, 2016-2017
- Coppa di Serbia: 4

Partizan: 2015-2016, 2016-2017, 2017-2018, 2018-2019